# The Cure
The Cure je anglická alternativní rocková hudební skupina založená v roce 1976 zpěvákem a kytaristou Robertem Smithem v Crawley v Západním Sussexu. Během své existence zaznamenala kapela mnoho změn v sestavě a její současný frontman Smith je jejím jediným stálým členem. Svou hudební kariéru začali The Cure s deskou Three Imaginary Boys, která společně s prvními singly začlenila kapelu mezi post-punková hnutí, generaci nové vlny, která vedla k vybuzení punk rockové revoluce ve Spojeném království. V osmdesátých letech zařadila skupinu její ponurá až trýznivá hudba do oblasti gothic rocku.
Po vydání alba Pornography v roce 1982 nebyla budoucnost kapely jistá. Robert Smith chtěl skupinu vymanit z reputace kapely hrající velmi ponurou muziku. Počínaje singlem „Let's Go to Bed“, vydaným ve stejném roce, začal Smith do hudby i textu písní přidávat mnohem více popového vlivu (včetně specifického vzezření při koncertech). Díky tomu popularita kapely během 80. let rostla, ve Spojených státech dosáhly tři singly „Just Like Heaven“, „Lovesong“ a „Friday I'm in Love“ na umístění v žebříčku Billboard Hot 100. Bývá označována za jednu z nejvlivnějších kapel 80. let, na začátku let devadesátých se z nich stala jedna z nejoblíbenějších alternativně rockových kapel. Jejich hudba je charakteristická zejména svým melancholickým nábojem. Mezi dosud nejúspěšnější alba patří již zmíněné Pornography (1982), The Head On The Door (1985), Disintegration (1989) a Wish (1992). Třinácté studiové album 4:13 Dream vyšlo v říjnu 2008.
The Cure vydali 14 studiových alb, dvě EP a více než 40 singlů, přičemž prodali více než 30 milionů desek po celém světě. V roce 2019 byli uvedeni do Rock and Roll Hall of Fame. Jejich čtrnácté album Songs of a Lost World (2024) bylo jejich prvním albem s úplně novým materiálem po 16 letech a sklidilo široké uznání — dostalo se na vrchol hitparád v několika zemích (včetně Británie, kde šlo o jejich první album na 1. místě od roku 1992) a stalo se jedním z nejrychleji prodávaných alb roku.

## Historie
Skupinu, která se nejdříve jmenovala Easy Cure založil v roce 1976, tehdy sedmnáctiletý, Robert Smith spolu se svými spolužáky ze střední školy Michaelem Dempsey (basová kytara), Lolem Tolhurstem (bicí), zpěvákem Peterem O'Toolem a kytaristou Porlem Thompsonem. Zpočátku psali písně a nahrávali dema, na jaře 1977 vyhráli v Londýně spolu s dalšími sedmi kapelami soutěž talentů, což pro ně znamenalo tisíc liber a možnost nahrát desku u německé společnosti Hansa. Začátkem roku 77' odchází z kapely zpěvák Peter O'Toole, za mikrofonem ho nahrazuje Robert Smith. Easy Cure navrhují, aby první písní na novém albu byla „Killing an Arab“ o čemž Hanza nechce ani slyšet. Robert Smith marně vysvětluje, že song nemá žádný rasistický obsah, nýbrž se jedná o text inspirovaný románem „Cizinec“ od Alberta Camuse. Hanza není spokojená ani s ostatními nahrávkami Easy Cure a koncem března 1978 s nimi vypovídá smlouvu.
Zásadní změny se dějí v dubnu 78' – kytarista Porl je vyhozen (Smithovi se prý zdálo, že hraje špatně) a kapela si zkracuje jméno na současné „The Cure“. Dále pracují na nových písních v domácím Crawley a svoje nahrávky (mezi nimi i píseň „Boys Don't Cry“) se snaží dostat do rádií. Nedlouho nato si skupiny všimne Chris Parry, který se věnuje vyhledávání talentů ve vydavatelské společnosti Polydor. Skupině nabídne smlouvu s jeho nově založeným vydavatelstvím Fiction a také se chce stát manažerem skupiny. Členové kapely nabídku nadšeně přijímají a v prosinci vychází první singl „Killing an Arab“. Dva tisíce kopií je brzy prodáno a skupiny si začínají všímat hudební časopisy a rádia.
V roce 1979 vychází úspěšná debutová deska Three Imaginary Boys, její příznivý ohlas zajistí The Cure koncertování po celé Británii. Na konci roku opouští kapelu Michael Dempsey, střídají ho Simon Gallup (basová kytara) a Matthieu Hartley (klávesy). Skupina pak pokračuje na turné jako první část skupiny Siouxsie and the Banshees, se kterou bude Robert Smith hrát i na kytaru

## Diskografie

### Studiová alba
- 1979 – Three Imaginary Boys
- 1980 – Seventeen Seconds
- 1981 – Faith
- 1982 – Pornography
- 1984 – The Top
- 1985 – The Head on the Door
- 1987 – Kiss Me Kiss Me Kiss Me
- 1989 – Disintegration
- 1992 – Wish
- 1996 – Wild Mood Swings
- 2000 – Bloodflowers
- 2004 – The Cure
- 2008 – 4:13 Dream
- 2024 – Songs of a Lost World

### Koncertní alba
- 1984 – Concert
- 1991 – Entreat
- 1993 – Show
- 1993 – Paris
- 2007 – Festival 2005

### Kompilace
- 1980 – Boys Don't Cry (vyšlo pouze v USA)
- 1981 – Happily Ever After (vyšlo pouze v USA)
- 1983 – Japanese Whispers (sbírka singlů a béček z let 1982–1983)
- 1986 – Standing on a Beach/Staring at the Sea (kolekce singlů z let 1978–1986)
- 1988 – The Peel Sessions
- 1990 – Mixed Up (remixové album)
- 1997 – Galore (kompletní sbírka singlů z let 1987–1997)
- 2001 – Greatest Hits (největší hity z let 1978–2001 + 2 nové písně, 2 CD)
- 2004 – Join the Dots: B-Sides and Rarities 1978–2001 (The Fiction Years) (kompletní sbírka rarit a béčkových písní z let 1978–2001, 4 CD)
- 2006 – 4play (exklusivní vydání, obsahuje materiál z prvního turné, rozhovory, nové nahrávky)

## Členové

### Současní členové
- Robert Smith – zpěv, elektrická kytara, šestistrunná baskytara (1976–současnost)
- Simon Gallup – baskytara (1979–1982, 1985–současnost)
- Roger O'Donnell – klávesy (1987–1990, 1995–2005, 2011–současnost)
- Jason Cooper – bicí (1995–současnost)
- Reeves Gabrels – kytara (2012–současnost)

### Dřívější členové
- Michael Dempsey – baskytara (1976–1979)
- Mark Ceccagno – vedoucí kytara (1976)
- „Graham“ – bicí (1976)
- „Graham's brother“ – zpěv (1976)
- Porl Thompson – kytara (1976–1978, 1984–1992, 2005–2010)
- Lol Tolhurst – bicí (1976–1982, 2011), klávesy (1981–1988, 2011)
- Martin Creasy – zpěv (1976)
- „Gary X“ – zpěv (1977)
- Peter O'Toole – zpěv (1977)
- Matthieu Hartley – klávesy (1979–1980)
- Andy Anderson – bicí (1983–1984)
- Phil Thornalley – baskytara (1983–1985)
- Boris Williams – bicí (1984–1994, 2001)
- Perry Bamonte – klávesy (1990–1994), kytara (1995–2005)

Poznámka: Tato stránka ukazuje pouze „oficiální role“ ve skupině. Členové kapely při nahrávání často hráli na různé nástroje.

## The Cure v České republice
- 03.08.1990 – Praha, Sportovní Hala
- 17.11.1996 – Praha, Sportovní Hala
- 23.08.1998 – Brno, Velodrom
- 12.04.2000 – Praha, Sportovní Hala
- 21.02.2008 – Praha, Sportovní Hala
- 22.10.2016 – Praha, O2 Arena
- 20.07.2019 – Ostrava, Colours of Ostrava
- 24.10.2022 – Praha, O2 Arena